# Латірка
Ла́тірка (угор. Latorcafő, чеськ. Laturka) — село в Нижньоворітській громаді Мукачівського району Закарпатської області.
Протягом історичного часу використовувались також інші назви села: Latorka, Latirka, Latorcafő, Латорка, Латірка.

## Географічне положення.
Село Латірка розташоване у верхів’ї р. Латориця у середній частині Вододільно-Верховинського хребта поблизу Верецького перевалу (841 м. н.р.м.), який з’єднує Закарпатську і Львівську області. Село знаходиться за 12 км від залізничної станції Воловець, поблизу міжнародної автотраси М 06 Київ-Чоп. Відстань до центру громади становить 10 км (Нижні Ворота), до районного центру —  68 км (Мукачево).
Латірка простягається довжиною понад 5 км по обидва боки верхів'я Латориці на висотах 570-600  м. н.р.м.  З півночі село переважно оточене  гірськими хребтами з вершинами Ясеньова (831 м. н.р.м.), Магура (781 м. н.р.м.),  Бескид (840 м. н.р.м.), зайнятими вторинними луками. Зі сходу — переважно залісненими хребтами з вершинами: Сіра Кичера (922 м. н.р.м.) і Козакова Поляна (907 м. н.р.м.). З півдня — Великий Верх (907 м. н.р.м.). З півдня і південного сходу проходить широка долина р. Латориці через Біласовицю, Тишів до Нижніх Воріт.

## Гідрологія і топоніміка.
присілки: Брацковський; Локоцький.
потоки: Брецківський (Брацковський); Гатище; Глебенівський; Квасовець (Квасовиць); Кривівський (Крівіский); Локітський (Локоцький); Сичів; Ялинуватий.
Ліси та урочища: Ялинуватое, Козакова полонина.

## Історія

### Давні часи.
Як зазначає Ф. Шандор у “Проекті 22”: державні утворення, до складу яких входило Закарпаття, 2016 , найдавнішим державним утворенням до якого входило Закарпаття слід вважати Гето-дакійську патріархальну державу.  Село Мала Копаня, що на Виноградівщині — унікальна археологічна пам’ятка древньої Дакії на теренах України.
У склад давньої римської провінції Дакії входило і сучасне Закарпаття. Знайдено скарби римських динаріїв (Нанково, Гайдош, Тячів), статуетка купідона (Вилок), римський посуд (Братово).
Напр. VIII – поч. IX ст. Закрпття стає частиною Великої Моравії - історичної держави західних слов’ян у басейні Середнього Дунаю, що досягла найбільшого розквіту в 860-880 рр.
У період між 681 та 1018 рр. найбільшого розквіту досягло Перше Болгарське царство. Як зазначають низка дослідників саме звідти на терени Закарпаття могло поширитися християнство.

### Королівство Угорське.
Латірка є у переліку сіл, які входили до Сентміклоської (Чинадіївської) домінії. Цю домінію у 1574 р. король Максиміліан ІІ (Габсбург) передав у власність Мігаю Телегді. У цей час тут було 18 садиб, в яких проживали 126 жителів. У гірських районах господарювання зводилося переважно до скотарства (велика рогата худоба, вівці, свині), в основі якого лежав метод випасання худоби; коней у селах було дуже мало.
Згодом у 1652 р. король Фердинанд ІІІ передав замок в Чинадієві і маєток Жігмонду Лоняї та його спадкоємцям по обох лініях.

### Австрійський період (1867-1918).

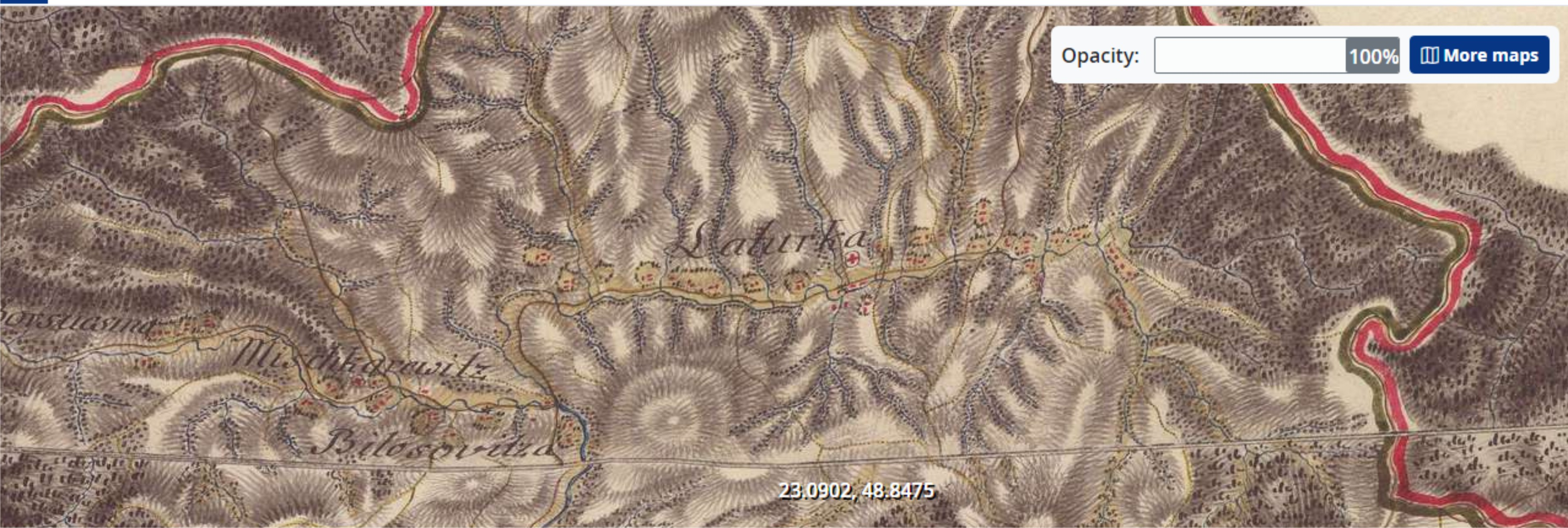
Латірка на карті Йосифінського кадастру

На початку ХХ ст. Латірка належала до Свалявського округу (повіта) комітату Берег.
У 1910 р. в Латірці проживало 623 жителі, 557 з яких вважали себе русинами (українцями), 54 жидами, 9 мадярами, 3 —  інші національності. За віровизнанням у селі проживало 565 греко-католиків, 54 юдеї, 4 протестанти. 
Під час Першої світової війни грудень 1914 р. і першу половину січня в Латірці і Вербяжі на постої перебували Українські січові стрільці. В селі Мішкаровиці, біля Латірки третій півкурінь Степана Шухевича станув постоєм кінцем листопада 1914 і виконував стежну службу ввесь грудень та брав участь в боях в Підполозі (Везерсаллаш) і в Гукливому (Зуґо) .

### Підкарпатська Русь (1918-1938).
Перші кроки щодо включення Закарпаття до Чехословаччини були зроблені ще влітку-восени 1918 р. Вже 12 січня 1919 р. чеська армія вийшла до лінії розмежування по р. Уж. і зайняла м. Ужгород. Просування далі на схід почалося в середині квітня, коли були визначені східні кордони Чехословаччини. Армія зайняла територію до Латориці, де зустрілася з румунськими частинами. Після поразки угорських більшовиків в липні 1919 р. армія зайняла Мукачево, Берегово і Севлюш (Виноградів). Лише влітку 1920 р. чеська армія зайняла східну частину Закарпаття. У регіоні була встановлена воєнна диктатура, яку очолив французький генерал Еннок.
Водночас почала створюватися цивільна адміністрація території Підкарпатської Русі. З цією метою до Ужгорода прибув Ян Брейха з кількома чеськими урядовцями і за допомогою певної частини української інтелігенції розпочав створювати органи територіальної адміністрації. Спочатку територію поділили на чотири жупи: Ужгородську, Мукачівську, Берегівську та Мармарошську, однак згодом об'єднали у три: Ужгородську (з центром Ужгород), Мукачівську (Мукачево) та Мармароську (Хуст) жупи. Жупи поділялися на жупанатські округи (5-6 у кожній), а округи на нотріати, які охоплювали від одного до трьох сіл.
Латірка належала до округу Нижні Верецьки Мукачівської жупи.
Протягом чехословацького періоду населення села зростало. Якщо за матеріалами перепису 1921 р. в селі проживали 686 осіб (631 українець, 16 чехів, 39 жидів), то у 1930 р. 748 осіб (698 українців, 8 чехів та 40 жидів).

### Регентський комісаріат Підкарпаття (1939-1944).
14 березня 1939 р. угорські війська за підтримки Німеччини вторглися на територію Карпатської України, а наступного дня німецький вермахт окупував Чехію і Моравію, залишивши формально незалежною лише Словаччину. Уже опівдні 16 березня 1939 р. підрозділи угорських військ, які наступали з Мукачева у напрямку Воловця,  досягнули кордону з Польщею у районі Верецького перевалу. На польському боці кордону на станції Климець відбулася перша зустріч командувача угорських гонведів полковника Алайоша Белді, який прибув на чолі штабу разом з патрулем, із командиром польської оперативної групи військ «D» бригадним генералом М. Борутою-Спєховичем. А. Белді згодом став державним секретарем з молодіжної політики і разом з уродженцем Верецьок Тібором Патакі 16 березня 1943 р. стали почесними жителями Нижніх Верецьок.
За даними українського історика В. Худанича, 17 березня 1939 р. полонених карпатських січовиків-галичан під угорським військовим конвоєм у складі 7–8 колон по 70–80 осіб відконвоювали із таборів у Кривій та Тячеві до Верецького перевалу. Спочатку їх розмістили у казармах, а наступного дня передали польським прикордонникам, які у двох місцях за 1,5–2 км від лінії кордону над селами Верб’яж та Нова Розтока та між Петрусовицею, Жупанами й Лазами розстріляли близько 500–600 галичан-січовиків. Цей факт, зокрема, засвідчив очевидець подій Іван Гетроці, який у 1939 р. був директором Верб’язької школи.
На території краю з 13 год. 18 березня була встановлена військова адміністрація, яка діяла до 7 липня 1939 р. Керівником адміністрації був генерал-лейтенант Белла Новакович, до якого був призначений цивільний комісар, житель Ужгорода, викладч теології Юлій Марина.
Після встановлення цивільної влади регентськими комісарами на Закарпатті були: Жигмонд Перені (з липня 1939), Мікльош Козма  (з вересня 1940), Вілмош Томчані (з січня 1942).  
Постановою уряду від 22 червня 1939 р. Закарпаття поділили на три адміністративні експозитури (комітати): Ужанську (Ужгород), Березьку (Мукачево), Марамороську (Хуст). Березька експозитура налічувала чотири округи: Мукачівський, Свалявський, Іршавський та Нижньоверецький. Начальником експозитури призначили доктора права Корнеля А. Бескида. Начальниками  Нижньоверецького округу працювали Емануїл Рошкович та Омелян Касарда.
27 вересня 1939 р. радянські війська, які окупували Польщу, вийшли на угорський кордон поблизу Верецького перевалу.
Оскільки Латірка межувала з польським (згодом радянським) кордоном, то згідно з розпорядженням уряду від 14 жовтня 1943 р. вздовж кордонів країни створювались "заборонені" території (пояси), ширину (до 10 км) яких визначав міністр оборони за згодою міністра внутрішніх справ. Особи, які там проживали, повинні були мати посвідчення особи та не могли робити фотографії чи малюнки місцевості без санкції поліції.
У березні 1944 р. через наближення фронту владу знову передали військовим. Військовим комісаром став Андраш Вінце: (квітень — жовтень 1944).

### Українська РСР (1944-1991).
Восени 1944 р. силами 4-го Українського фронту у рамках Східно-Карпатської операції радянські війська розпочали окупацію Закарпаття. 16 жовтня Червона Армія захопила Рахів, 24 — Хуст і Сваляву, 26-27 жовтня — Мукачево і Ужгород. Захоплення Закарпаття юридично оформлено 29 червня 1945 р. у Москві договором між Радянським Союзом і Чехословаччиною.

## Освіта
За часів Чехословаччини працювали народні школи, які поділялись на початкові та горожанські. До середніх шкіл належали гімназії та вчительські семінарії. У Латірці ще з угорських часів діяла початкова школа. Горожанська школа працювала у Нижніх Верецьках, а найближча гімназія з українською (руською) мовою викладання — у Мукачеві.
Гімназія у Мукачеві відкривається  в 1868 році,  яку поступово розширюють до восьмирічної головної гімназії. З 1919 р. вона діє як українська (руська) реальна гімназія, а з 1925 р. в ній відкриваються  паралельні чеські класи. З 1938 вона знову стає угорськомовною з паралельними руськими класами. Із 1939/1940 н. р. (українське) руське відділення перетворюється в самостійну гімназію.
3 червня 1945 р. прийнято розпорядження про скасування народних і горожанських шкіл. Натомість було запроваджено початкові, загальні та середні школи.

## Населення
Згідно з першим чеським переписом населення 1921 р. у Латірці налічувалося 120 помешкань, у яких проживали 686 осіб.
Згідно з переписом УРСР 1989 року чисельність наявного населення села становила 641 особа, з яких 323 чоловіки та 318 жінок.
За переписом населення України 2001 року в селі мешкало 598 осіб. 100 % населення вказало своєю рідною мовою українську мову.

## Церква Різдва Пресвятої Богородиці
У селі є мурована церква Різдва Пресвятої Богородиці (1864).
Як зазначає М. Сирохман, (2000) , першу згадку про церкву записано в 1692 р. Тоді філіями були Нижній Бистрий та Борсучина. У 1733 р. в селі згадують дерев'яну церкву з двома дзвонами і двох священників —  оо. Якова Приймича та Миколу Насталинця.
У 1778 р. філії з церквами були в Біласовиці, Мішкаровиці та Борсучині. У 1797 р. згадують нову дерев'яну церкву, що стояла трохи вище від теперішньої, те місце називається «Гробище», а через дорогу від церкви була фара. Тепер у селі стоїть типова мурована церква, збудована за священика Василя Бубряка. Розказують, що церкву збудували майстри, що спорудили перед тим церкву в Завадці, але латірську зробили меншою на товщину стіни.
Досить цікавим є ківорій церкви, який можна датувати 1864 р. , тобто початком функціонування храму, оздоблений "крученими" колонками з рельєфно різьбленим виноградом, тектонічно і художньо близький до балдахіна церкви в Біласовиці, зведеного орієнтовно у тому ж часі, ймовірно, навіть одним майстром. На таке припущення вказує низка подібних ознак: капітелі, пластика стовбурів колон, ламбрекени, зрештою, окремо стоячі від престолу опори купола. Акцентують конструкцію пам'яток ажурні елементи у вигляді рокайлів по боках накриття. Латірецький ківорій увінчує хрест з трипелюстковими закінченнями.

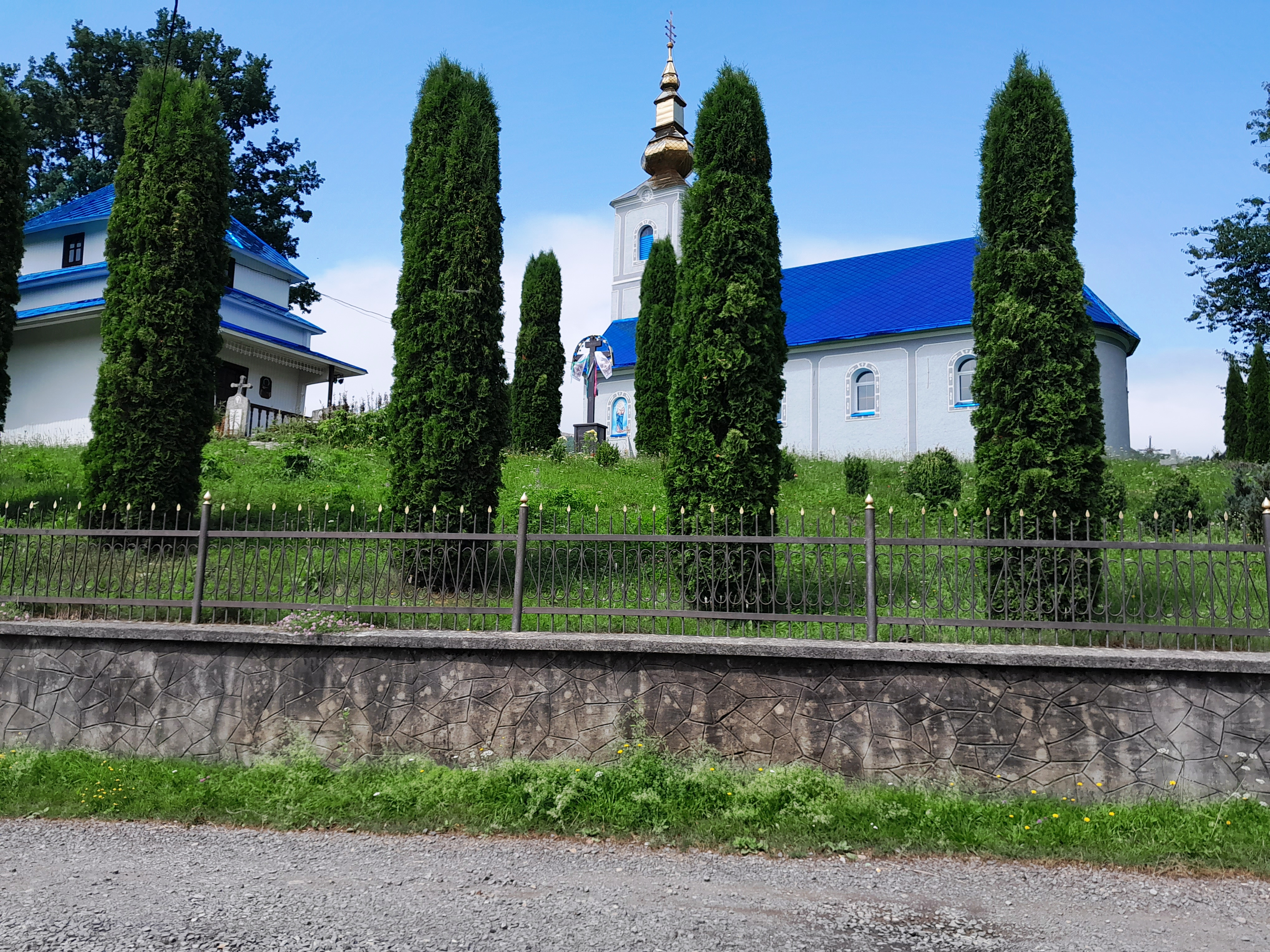
Храм Різдва Пресв'ятої Богородиці в Латірці

У роки Першої світової війни в церкві перебували солдати, і багато документів зникло. Біля церкви стояла майстерно споруджена дерев'яна двоярусна дзвіниця (нижній ярус зрубний, верхній — каркасний), що за конструкцією та членуванням об'ємів належала до дзвіниць верхоріччя Латориці, але за розмірами була значно більшою. Збудували її майстри з Міжгірщини на початку XX ст. Дзвіниця згоріла 19 серпня 1998 р.
Влітку 1999 р. збудували нову дзвіницю. На подвір'ї — багато гарних литих хрестів. На старому кладовищі — залишки мурованої з каменю каплиці.

#### Латірський ківорій.
Ківорій (грец. κιβώριον, лат. ciborium) церкви Різдва Богородиці у Латірці можна датувати 1864 роком, тобто початком функціонування храму. Він оздоблений "крученими" колонками з рельєфно різьбленим виноградом, тектонічно і художньо близький до ківорію церкви сусідньої Біласовиці, зведеногоорієнтовно у тому ж часі, ймовірно, навіть одним майстром. На таке припущення вказує низка подібних ознак: капітелі, пластика стовбурів колон, ламбрекени, зрештою, окремо стоячі від престолу опори купола. Акцентують конструкцію пам'яток ажурні елементи у вигляді рокайлів по боках накриття. Латірецький ківорій увінчує хрест з трипелюстковими закінченнями, а сінь біласовицької церкви завершує фігурка пелікана. Останній приклад є не часто уживаним в українському сницарстві і трапляється інколи, окрім ківоріїв, на стулках царських врат.

## Релігійні громади і конфесії.
Станом на 2023 р. релігійна громада Латірки входить до Воловецького благочиння Мукачівської єпархії Української православної церкви (УПЦ), (впр. Феодор (Мамасуєв Олександр Семенович), 1966, м. Самбір). У навколишніх селах також  головно діють храми УПЦ (Свято-Миколаївський храм у Біласовиці, Свято-Іллінський  —  у Тишові, Свято-Петро-Павлівський   —  у Нижніх Воротах). Найближчий чоловічий монастир  —  Монастир Свято-Казанської ікони Божої матурі у Тишові.
Найближчий храм Православної церкви України (Мукачівсько-карпатська єпархія ПЦУ, єпископ Віктор (Бедь), 1964, м. Тячів)  —  діє у Чинадієві  —  Чоловічий єпархіальний монастир  і парафія Святого Миколая.
Найближчий храм Української греко-католицької церкви (Мукачівська єпархія УГКЦ, Апостольський адміністратор — Кир Ніл (Лущак), 1973, Ужгород), — храм Різдва пресвятої Богородиці у Сваляві.

## Парафія і священики.
16 жовтня 1968-14 грудня 1970 р. — Архімандрит о. Дорімедонт (Дмитро Андрішко) (1910, с. Осій - 1979, Мукачево). Настоятель храму Свято-Різдва-Богородиці  в с. Латірка Воловецького р-ну з правом служіння у Свято-Духівському храмі с. Бистрий і Свято-Ільїнському храмі с.Тишів та з обов’язком задовільняти релігійні потреби віруючих села Мішкаревиця.
4 червня 1968 р. — Ієромонах о. Іриней (Сідлар) (11.08.1907 - ??.1981). Зареєстрований як священник православної церкви в с. Латірка, Бистрий, Тишів Воловецького р-ну.
10 квітня -10 грудня 1962 — Ієромонах о. Гермоген (Юрій Скунзяк) (1901 Заднє (Приборжавське) -1968). До приходу належало також с. Бистрий.
1945 — о. Стефан Стець.
1934-1945 — о. Йосиф Боровський (1906, Великий Русков, Словаччина, 1973, Великий Русков). Навчався в Кошицях і в Ужгороді. Одружений з Євою Дудинською, з якою мали шестеро дітей. Висвячений в Ужгороді 12 серпня 1934 р. з рук єпископа Олександра Стойки. Після 1945 служив на греко-католицьких парафіях у Словаччині. За комуністичних часів був ув'язнений і відправлений на заслання у Чехію.  Самовіддана допомога родини Боровських євреям була визнана Ізраїлем нагородою "Праведників народів світу in memoriam", яка була вручена їхнім родичам 27 січня 2010 року в Братиславі.
1920-1924 — о. Нестор Дудинський (Dudinszky Nesztor) (1886-1924).  Рукоположений 1916 з рук єпископа Антонія Паппа. Публіцист, письменник,  автор праці про Закарпаття «Із землі рабів» («A rabszolgák földjéről») 1917. У січні 1924 загинув у залізничній катастрофі. Служив на парафіях у с. Теребля (1916-1917) та у с. Колодне (1917-1920) сучасного Тячівського р-ну.
1908-1915 — о. Рудольф Кабацій, (1885 Страбичово, 1973, Мукачево). Рукоположений 1910 з рук єпископа Юлія Фірцака. У 1932-1938 та 1939-1945 рр. парох у с. Вовкове Ужгородського р-ну. Засуджений Закарпатським обласним судом 20 лютого 1946 р. до 8 років позбавлення волі. У 1992 р. реабілітований.
1896-1908  — о. Павло Руткай (Paulus Ruttkay), (1854, рукоположений 1878).
1884-1896 — о. Емиль Ференчик (Emilius Ferencsik), (1857, рукоположений 1881). У 1888 р. дяком і вчителем працював Андраш Кашарда (András Kaszárda). У 1886 р. дяком і вчителем працював Петро Бобіта (Peter Bóbita), у школі вчилося 50 учнів. У 1878-1885 р. дяком і вчителем працював Іван Тимкович (Joannes Timkovisc), у школі вчилося 40-45 учнів.
1868-1883 — о. Григорій Сотак (Georgius Szoták), (1819, рукоположений 1853).
1864-1868 — о. Василь Бубряк (Bazilius Bubrjak).
1856-1864 — о. Іван Турок (Joannes Turok).

## Туристичні місця[15]

#### Храм Різдва Пресвятої Богородиці. 1864.[16]

###### Латірський (Верхньо-Верецький) перевал, 841 м.н.р.м.
Перевал розташований між селами Латірка та Івашківці. Сьогодні через нього проходить автотраса М 06 Київ-Чоп (т. зв. "нова дорога).

#### Оглядовий майданчик.

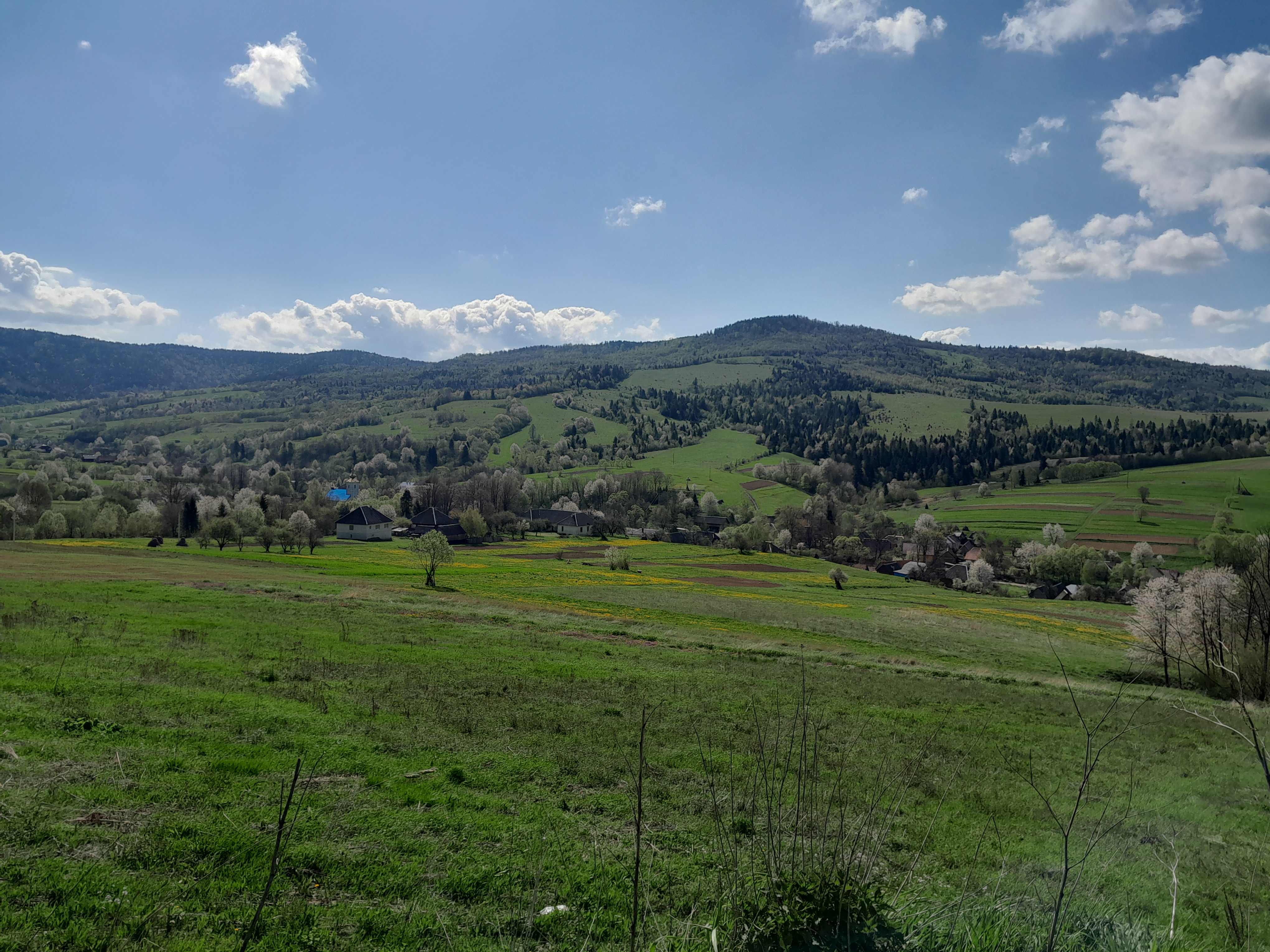
Вигляд на Латірку з оглядового майданчика

Оглядовий майданчик розташований на автотрасі М 06 Київ-Чоп. З майданчика відкривається широка оглядова панорма на Латірку та навколишні заліснені хребти й гірські полонини.

###### Середньо-Верецький перевал, 839 м. н.р.м.
Перевал розташований на відстані близько 12 км на південний схід від Латірки між селами Верб'яж і Климець. Сюди можна потрапити автомобілем, звернувши в с. Тухолька  з М 06 Київ-Чоп (на т. звану "стару дорогу"). Пішохідні туристи можуть потрапити на перевал, вийшовши з Латірки вверх по течії Латориці до її витоків на Козаковій Поляні (907 м.н.р.м.). Далі маршрут проходитиме стежкою по старому польсько-чеському кордону до самого перевалу.

###### Витік р. Латориця, 822 м. н.р.м.

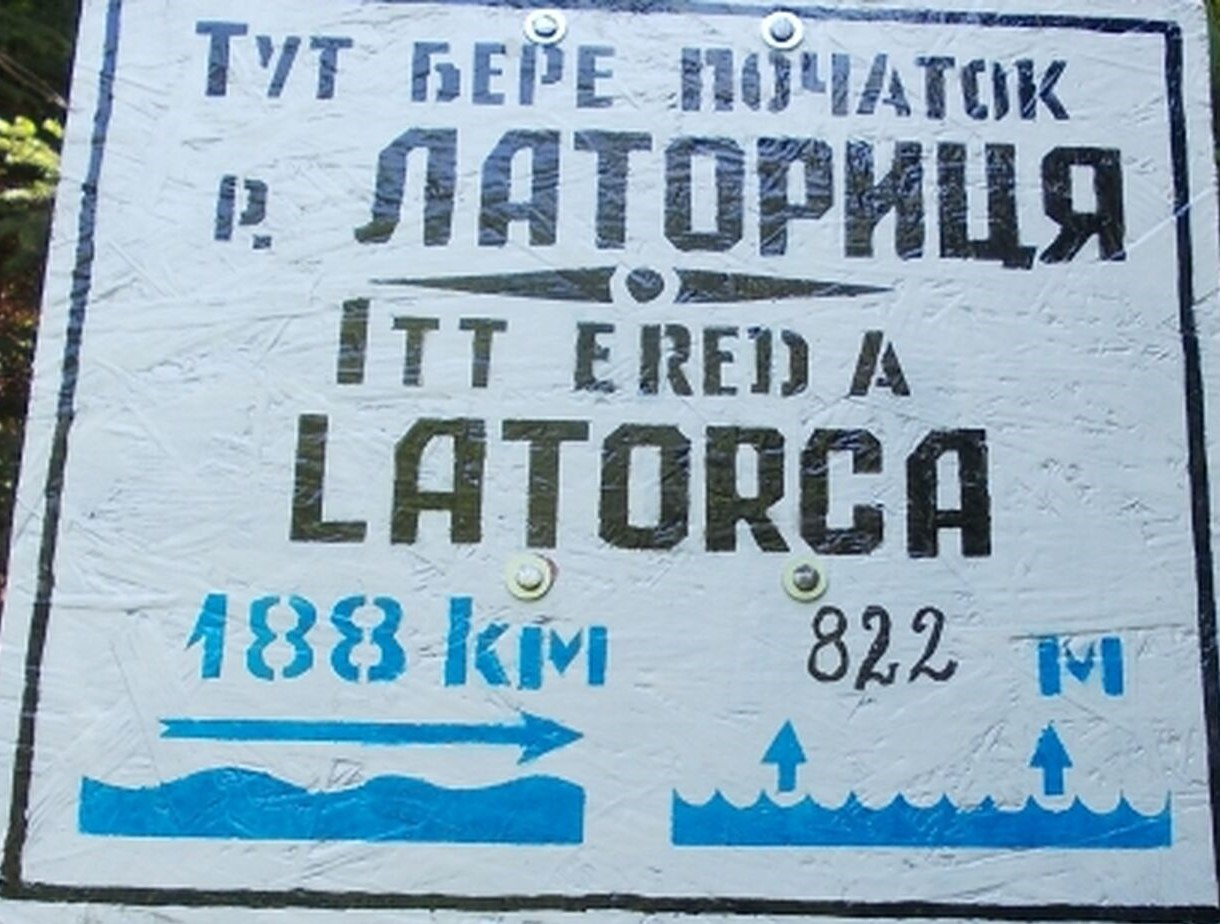
Пам'ятна табличка на місці витоку Латориці, встановлена у 2018 р.

Річка бере початок під Козаковою Поляною (Полониною) на схід від Латірки. У 2018 р. на місці витоку Латориці встановили  пам’ятну табличку.

## Туристичні маршрути.

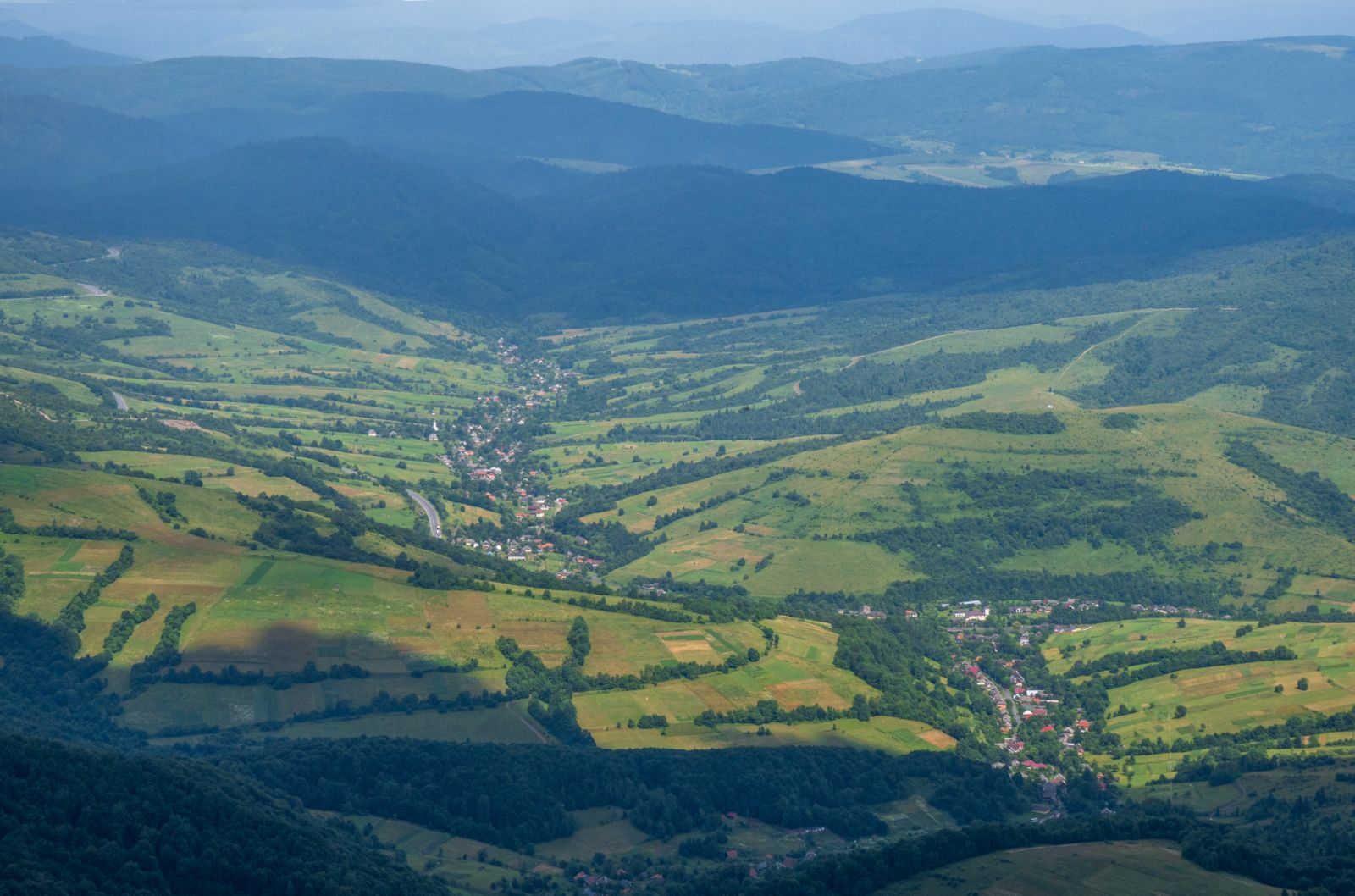
Вигляд на Латірку й Біласовицю з Пікуя